# Fortín Rock
Der Fortín Rock (spanisch Roca Fortín ‚Fortfelsen‘; im Vereinigten Königreich Crab Stack) ist ein markanter Brandungspfeiler im Archipel der Südlichen Shetlandinseln. Er ragt vor dem Black Point der Livingston-Insel auf.
Die deskriptive Benennung des Felsens geht auf Teilnehmer einer von 1952 bis 1953 dauernden argentinischen Antarktisexpedition zurück. Auf manchen Landkarten wird er mit dem Felsen Scarborough Castle an der Küste der Livingston-Insel verwechselt. Das Advisory Committee on Antarctic Names übertrug 1965 die spanische Benennung ins Englische. Namensgeber der durch das UK Antarctic Place-Names Committee im Jahr 1962 vorgenommenen Benennung ist der britische Unternehmer Benjamin Crab, der 1750 in Rhode Island erstmals aus Walrat hergestellte Kerzen vertrieb.